# Vladimir Ambros
Vladimir Ambros (ur. 30 grudnia 1993 w Sărata-Galbenă) – mołdawski piłkarz występujący na pozycji ofensywnego pomocnika lub napastnika w mołdawskim klubie Petrocub Hîncești oraz reprezentacji Mołdawii.

## Sukcesy

### Klubowe
Sheriff Tyraspol
- Mistrz Mołdawii: 2016/2017
- Zdobywca Pucharu Mołdawii: 2016/2017

Petrocub Hîncești
- Zdobywca Pucharu Mołdawii: 2019/2020

### Indywidualne
- Król strzelców Divizia Națională: 2018 (12 goli)

## Życie prywatne
Jego młodszy brat Alexandru, również jest piłkarzem.